# Leptocola
Leptocola – rodzaj modliszek z rodziny modliszkowatych i podrodziny Angelinae.
Takson ten opisany został w 1883 roku przez Carla E. A. Gerstäckera, który jego gatunkiem typowym ustanowił gatunek Leptocola gracillima.
Ciemię łukowate. Odnóża przednie o zewnętrznych płatkach wierzchołkowych bioder nieprzylegających i rozbieżnych, drugim kolcu dyskowatym ud dłuższym niż pierwszy, a goleniach silnie zredukowanych. Rowek do chowania położony jest w pobliżu początku dystalnej ¼ przedniego uda. Płytka nadanalna trójkątna i spiczasta. Przysadki odwłokowe nierozszerzone, zaokrąglone, wystające poza wierzchołek odwłoka.
Do rodzaju tego należy 7 gatunków:
- Leptocola fragilis Giglio-Tos, 1916
- Leptocola giraffa Karsch, 1894
- Leptocola gracilis Lombardo, 1989
- Leptocola gracillima Gerstaecker, 1883
- Leptocola phthisica Saussure, 1869
- Leptocola seriepunctata Karsch, 1892
- Leptocola stanleyana Westwood, 1889